# Đảo Banaba
Đảo Banaba (còn gọi là đảo Ocean), là một đảo san hô vòng được nâng cao, nằm phía tây chuỗi đảo Gilbert, cách Nauru 185 dặm (298 km) về phía đông. Nó là một phần của nước Cộng hoà Kiribati. Đảo có diện tích 6,0 km²; điểm cao nhất trên đảo (cũng là điểm cao nhất toàn Kiribati) đạt 81 m (266 ft). Cùng với Nauru và Makatea (Polynésie thuộc Pháp), đây là một trong những đảo Thái Bình Dương có nguồn phosphat quan trọng.

## Lịch sử
Theo "Te Rii Ni Banaba—The Backbone of Banaba" của Raobeia Ken Sigrah, lịch sử truyền miệng của Banaba củng cố giả thuyết rằng người của tộc Te Aka, gốc gác từ Melanesia, là những cư dân đầu tiên của Banaba, đến đây trước những đợt di cư từ Đông Ấn và Kiribati. Cái tên Banaba trong tiếng Gilbert viết chuẩn chính tả là Bwanaba, nhưng Hiến pháp ban hành 12 tháng 7 năm 1979 ghi Banaba, nghĩa là "đất trống".
Sigrah đưa ra ý kiến gây tranh cãi rằng người Banaba khác biệt về mặt di truyền với những người Kiribati khác. Ông cho là người Banaba bị đồng hoá do sự di cư cưỡng ép và tác động của việc phát hiện mỏ phosphat năm 1900. Từng có bốn ngôi làng trên đảo - Ooma (Uma), Tabiang, Tapiwa (Tabwewa) và Buakonikai. Trung tâm cộng đồng từng là Tabiang, nay có tên Antereen.

Bản đồ Banaba vào thời khai mỏ phát triển.

| Village                  | Dân số (thống kê) | Dân số (thống kê) | Dân số (thống kê) |
| ------------------------ | ----------------- | ----------------- | ----------------- |
| Village                  | 1995              | 2005              | 2010              |
| Antereen (Tabiang)       | 16                | 108               | 83                |
| Umwa (Ooma, Uma)         | 269               | 135               | 155               |
| Tabewa (Tapiwa, Tabwewa) | 54                | 58                | 57                |
| Buakonikai               | -                 | -                 | -                 |
| Banaba                   | 339               | 301               | 295               |

## Liên kết
- Banaba a semi-official resource on Banaba, covering history of Banabans and Banaba island, as well as recent news
- Banaba (Ocean) Island during WW2 Lưu trữ ngày 21 tháng 6 năm 2012 tại Wayback Machine Great history here
- Jane Resture Lưu trữ ngày 21 tháng 11 năm 2019 tại Wayback Machine has an informative Banaba site
- High resolution satellite image on Google Maps
- Alternative free satellite image[liên kết hỏng]